# 飛龍學校
龍學校（Dragon School），或譯龍校，是英國牛津的一所學校，包含招收8-13歲學生的預備學校（小學；Prep School）和招收4-7歲學生的学前班（Pre-Prep），學生可選擇寄宿或走讀。
它創立於1877年，最初是一所男子學校，只招收少量走讀的女學生，1994年才開始招收女子寄宿生。現在，該學校有兩個校址，分別位於牛津的巴德韋爾路（Bardwell Road）和理查茲巷（Richards Lane）。

## 歷史

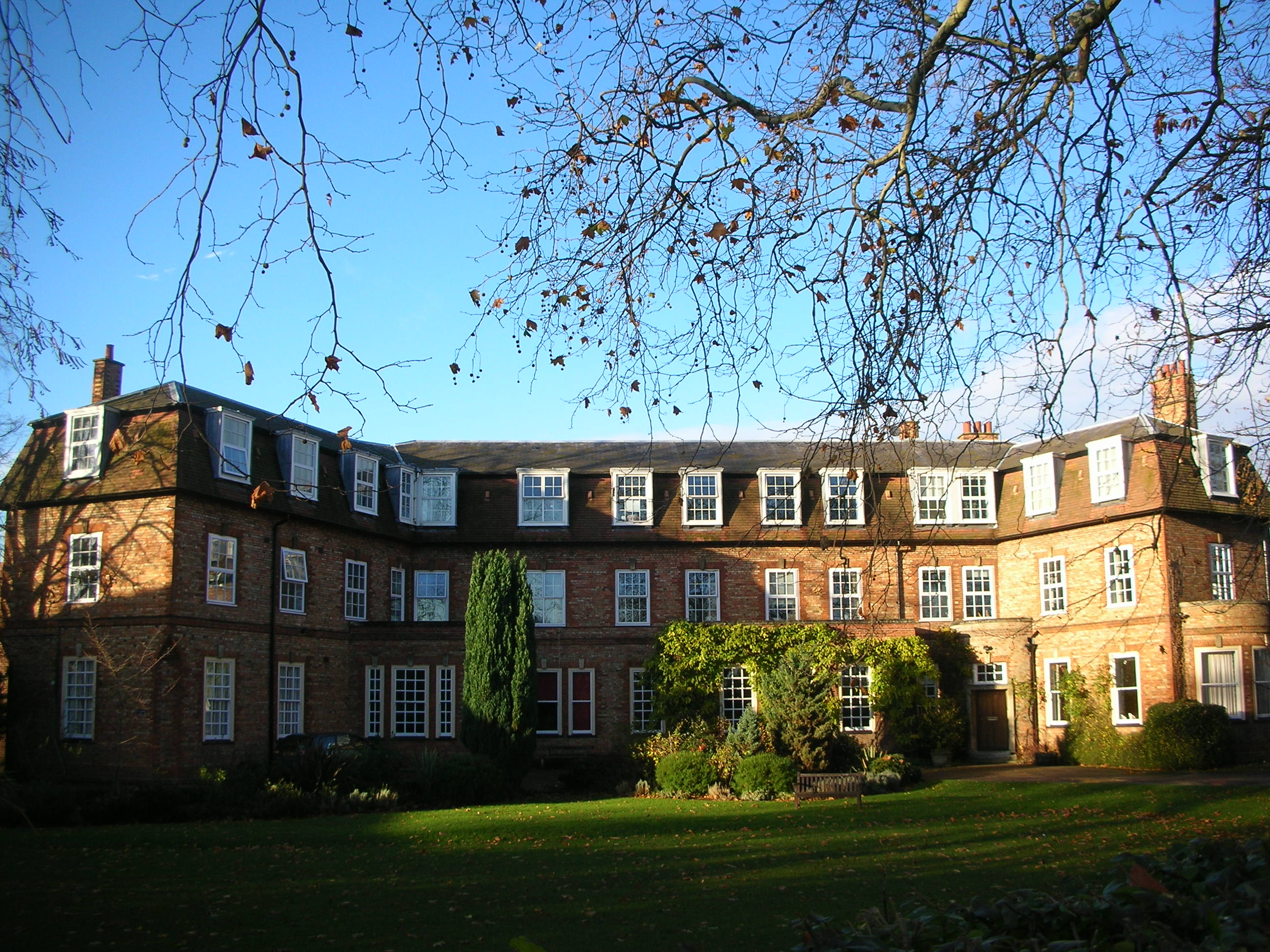
巴德韋爾路的龍學校

它是由牛津大學的老師（Don）創辦的，取名“龍”是為了紀念屠龍的聖喬治。
學校在1877年9月開始上課，1894年租下巴德韋爾路的房子，改在這裡上課。隨後，學校又籌集了4,000英鎊以建設自己的校舍。

## 擴展閱讀
- James Bruce Lockhart, Alan Macfarlane, Dragon Days: The Dragon School, Oxford, 1949-1955 (CreateSpace Independent Publishing, 2013, ISBN 978-1492129400)

## 外部連接
- The Dragon School website （页面存档备份，存于）